# Meersburg (Schiff, 1980)
Die Motorfähre Meersburg ist eine Autofähre auf der Fährlinie Konstanz–Meersburg auf dem Bodensee. Sie verkehrt wie ihr 1975 in Dienst gestelltes Schwesterschiff Konstanz als zweite Großraumfähre im Liniendienst zwischen Konstanz-Staad und Meersburg.
Die Meersburg wurde am 1. Juli 1980 als Ersatz für die Linzgau aus dem Jahr 1952 in Dienst gestellt. Sie wurde im Winter 2000/2001 modernisiert und im Winter 2005/2006 bei der Bodan-Werft in Kressbronn am Bodensee neu motorisiert.
Im Jahr 2024 erhielt die Meersburg im Rahmen einer regulären Landrevision einen neuen Anstrich im aktuellen Farbschema der Stadtwerke Konstanz.